# 무한도전 자유로 가요제
《무한도전 자유로 가요제》는 MBC 《무한도전》에서 2013년에 방송된 〈자유로 가요제〉편에 등장하였던 곡들이 수록되어 있는 음반이다. 뜨거운 감자, 유희열, 장미여관, 프라이머리, 장기하, G-DRAGON, 보아가 참여하였다. 타이틀 곡은 단체 곡 〈그래, 우리 함께〉로, 2013년 11월 2일 KT 뮤직에 의해 발매되었다.

## 개요
2013년 9월 28일부터 11월 2일에 걸쳐 방송되었다. 2007년 처음으로 시작되었던 〈무한도전 강변북로 가요제〉를 시작으로 2년마다 가요제를 진행하는데, 2013년에 열리는 가요제의 공식 명칭이 ‘자유로 가요제’로 확정되었다.
2013년 10월 17일 가요제가 열리는 당일 '2013 무도가요제'와 관련해 일산 MBC 드림센터에서 무한도전 멤버들(유재석, 박명수, 정준하, 정형돈, 노홍철, 하하, 길)과 김태호 PD가 참석한 가운데 기자 간담회를 열였다. 여기에서 멤버들은 단체곡을 함께 공개한다고 밝히며, 가요제가 열리는 공연 장소로는 경기도 파주시 임진각 평화누리 공원에서 개최한다고 발표하였다.

## 공연 순서
| 순서                 | 팀명         | 가수                                             | 곡명                    |
| -------------------- | ------------ | ------------------------------------------------ | ----------------------- |
| 1                    | 병살         | 정준하, 김C (Feat. 이소라, Beenzino)             | 사라질 것들             |
| 2                    | 형용돈죵     | 정형돈, 지드래곤                                 | 해볼라고                |
| 3                    | 하우두유둘   | 유재석, 유희열 (Feat. 김조한)                    | Please Don't Go My Girl |
| 4                    | 거머리       | 박명수, 프라이머리 (Feat. 개코 of 다이나믹 듀오) | I Got C                 |
| 5                    | 장미하관     | 노홍철, 장미여관                                 | 오빠라고 불러다오       |
| 6                    | 세븐티핑거스 | 하하, 장기하와 얼굴들                            | 슈퍼잡초맨              |
| 7                    | G.A.B        | 길, BoA                                          | G.A.B                   |
| 스페셜 무대 (앙코르) | 참가팀 전체  | 참가팀 전체                                      | 그래, 우리 함께         |

## 특징 및 반응
- 정형돈과 G-DRAGON은 자유로 가요제에서 팀 '형용돈죵'을 결성해 남성-남성팀임에도 불구하고 가요제 당시 서로를 향해 끊임없이 밀고 당기는 남남케미를 선보이는 등 많은 시청자들에게 웃음을 주며 많은 사랑을 받아 MBC 방송연예대상에서 베스트커플상을 수상하기도 했다.[3][4][5]
- 음원이 발매된 직후 무한도전 자유로 가요제 앨범에 수록된 곡은 모두 각종 음원차트 상위권을 기록했다.[6][7]

### 음원 표절 의혹
수록곡 중 박명수와 프라이머리, 개코가 작업한 'I Got C'는 발매되자마자 각종 차트에서 1위를 차지하는 등 인기를 누렸으나, 같은 해 5월에 발매된 카로 에메랄드의 곡 'Liquid Lunch'와 흡사하다는 의견이 네티즌들 사이에서 나오기 시작하였다. 이는 결국 프라이머리의 표절 의혹으로 이어졌고, 카로 에메랄드 측에서도 "표절이 맞다."라고 입장을 표하였다.

## 수록곡
| #            | 제목                                                     | 작사                 | 작곡                      | 편곡                | 재생 시간 |
| ------------ | -------------------------------------------------------- | -------------------- | ------------------------- | ------------------- | --------- |
| 1.           | 〈사라질것들〉 (병살1 (Feat. 이소라, Beenzino))          | 김C, Beenzino        | 김C                       | 뜨거운 감자         | 4:06      |
| 2.           | 〈해볼라고〉 (형용돈죵2)                                 | 지드래곤, 정형돈     | 지드래곤, Teddy, Choice37 | Teddy, Choice37     | 3:36      |
| 3.           | 〈Please Don't Go My Girl〉 (하우두유둘3 (Feat. 김조한)) | 유희열, 유재석       | 유희열                    | 유희열, 송성경      | 4:28      |
| 4.           | 〈I Got C〉 (거머리4 (Feat. 개코 of 다이나믹 듀오))      | 프라이머리, 개코     | 프라이머리, 개코          | 프라이머리          | 3:10      |
| 5.           | 〈오빠라고 불러다오〉 (장미하관5)                        | 노홍철, 장미여관     | 장미여관                  | 장미여관            | 4:52      |
| 6.           | 〈슈퍼잡초맨〉 (세븐티핑거스6)                           | 하하, 장기하         | 장기하                    | 장기하와 얼굴들     | 5:20      |
| 7.           | 〈G.A.B〉 (G.A.B7)                                       | BoA                  | BoA, 김태성, 조용훈       | BoA, 김태성, 조용훈 | 3:32      |
| 8.           | 〈그래, 우리 함께! (단체 곡)〉 (무한도전 멤버)           | 유희열, 무한도전     | 유희열                    | 유희열              | 5:55      |
| 9.           | 〈댄스왕〉 (하우두유둘3)                                 | 유희열, Texu, 유재석 | 유희열, Texu              | 유희열, Texu        | 3:22      |
| 총 재생 시간 | 총 재생 시간                                             | 총 재생 시간         | 총 재생 시간              | 총 재생 시간        | 38:21     |

- 위에 표시에 대한 팀 구성원은 아래와 같다.

1 정준하, 김C
2 정형돈, 지드래곤
3 유재석, 유희열
4 박명수, 프라이머리
5 노홍철, 장미여관
6 하하, 장기하와 얼굴들
7 길, BoA